# Babuyan Claro
Babuyan Claro is een van de actieve stratovulkanen van de Filipijnen. De vulkaan ligt op het eiland Babuyan in de provincie Cagayan.
Op de zuidelijke helling van de Babuyan Claro begint zich de warmwaterbron Askedna Hot Spring met watertemperaturen van 45 tot 50 graden Celsius.